# Austin (Québec)
Pour les articles homonymes, voir Austin.
Austin est une municipalité du Québec, située dans la MRC de Memphrémagog en Estrie.

## Toponymie
Créée en 1938, à la suite du démembrement partiel de la municipalité de Bolton-Est, la nouvelle municipalité est nommée en l'honneur de Nicholas Austin, pionnier du Canton de Bolton, où il s'établit avec son épouse, Phoebe Chesley, et leurs enfants, en 1794.

## Démographie
| 1991 | 1996  | 2001  | 2006  | 2011  | 2016  |
| ---- | ----- | ----- | ----- | ----- | ----- |
| 864  | 1 083 | 1 201 | 1 404 | 1 430 | 1 485 |

## Administration
Les élections municipales se font en bloc pour le maire et les six conseillers.

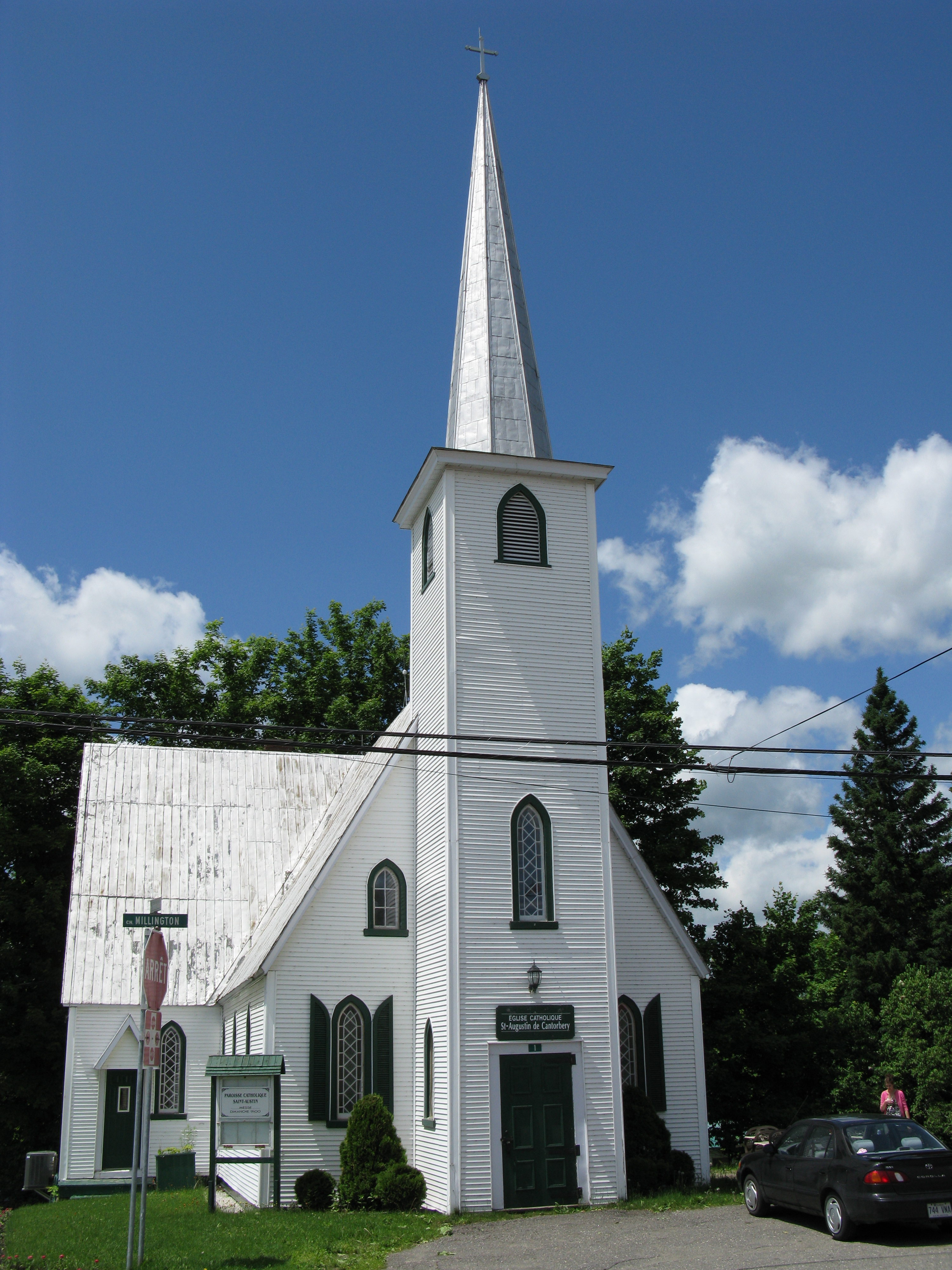
Église catholique
Saint Augustine of Canterbury

| Austin Maires depuis 2003                                                                                            |                |         |          |
| Élection | Maire          | Qualité | Résultat |
| 2003 | Roger Nicolet  |         | Voir     |
| 2005 | Roger Nicolet  | Voir    |          |
| 2009 | Lisette Maillé |         | Voir     |
| 2013 | Lisette Maillé | Voir    |          |
| 2017 | Lisette Maillé | Voir    |          |
| 2021 | Lisette Maillé | Voir    |          |
| Élection partielle en italique Depuis 2005, les élections sont simultanées dans toutes les municipalités québécoises |                |         |          |

## Personnalités
- Reginald Fessenden (1866-1932), inventeur né à Bolton-Est.
- Muriel Duckworth (en) (1908-2009), activiste née à Austin.

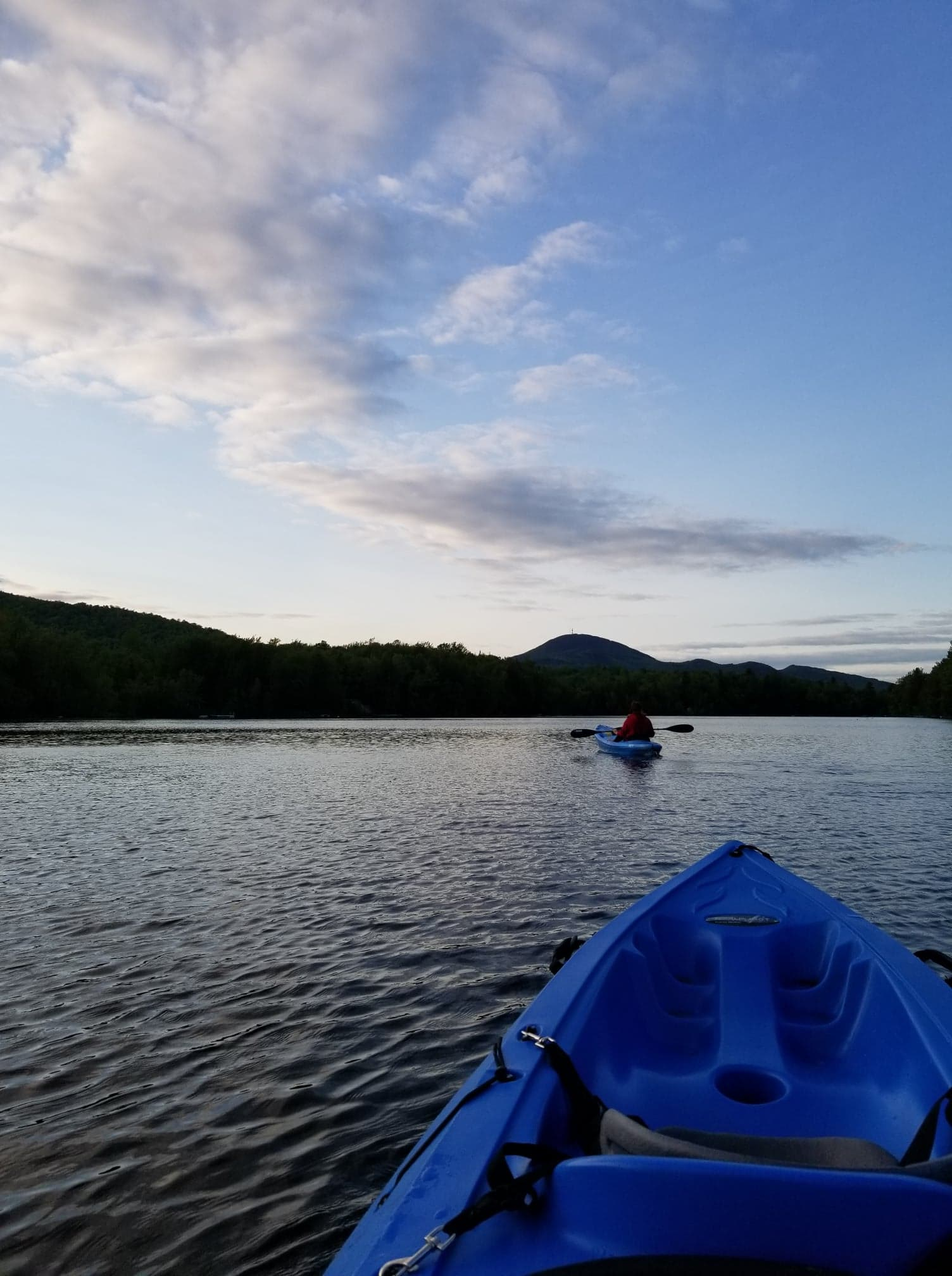
vue du lac Malaga donnant sur le Mont Orford, Austin, Québec

- vue du lac Malaga donnant sur le Mont Orford, Austin, QuébecPierre Desjardins (1941-   ), joueur de football canadien et homme d'affaires, né à Montréal.